# Blæsbjerg (Flensborg)
 For alternative betydninger, se Blæsbjerg. (Se også artikler, som begynder med Blæsbjerg)
Blæsbjerg (dansk) eller Blasberg (tysk) er en bakke ved randen af Folkeparken (Volkspark) i det østlige Flensborg og navnet på et statistisk distrikt i bydelen Fruerlund.
Blæsbjerg var også navnet på en tidligere bebyggelse på stedet, som på et ukendt tidspunkt opstod som udflytterby fra Jørgensby. Den bestod af kun få mindre huse og husmandssteder samlet langs vejen til stranden mellem Kilseng og Mørvig. I 1840 taltes der ni husmandssteder. De fleste af husene blev revet ned omkring 1900. Stednavnet er afledt af verbummet blæse, som er et almindeligt navn på højtliggende steder, som kendes også fra andre steder.